# La feria de la vida
La feria de la vida (en inglés, State fair) es una película dramática estadounidense de 1933 dirigida por Henry King y protagonizada por Janet Gaynor, Will Rogers y Lew Ayres. La imagen cuenta la historia de la visita de varios días de una familia campesina en la Feria Estatal de Iowa, donde los padres buscan ganar premios en concursos de agricultura y cocina, y su hija y su hijo adolescentes encuentran un romance inesperado. Basado en best seller de 1932 de Phil Stong, esta fue la primera de las tres versiones cinematográficas de la novela lanzadas a los cines, las otras son las películas musicales La feria del Estado (1945) protagonizada por Jeanne Crain y Dana Andrews, y  State Fair (1962 ) protagonizada por Ann-Margret y Pat Boone.
La versión de 1933 fue nominada para un Óscar a la Mejor Película. La película, hecha antes de la impisición del Código Hays (y a pesar de su trama aparentemente mansa) tiene algunas escenas que fueron censuradas unos años después. Una de las escenas censuradas mostraba una cama despeinada y un negligé en el suelo mientras  Norman Foster y Sally Eilers se escuchan hablando fuera de la pantalla. Además, en la adaptación se eliminó una relación sexual entre la hija y un reportero, sin embargo se mantuvo la seducción del hijo por parte de un trapecista.
Victor Jory también aparece como el lanzador de aro en el carnaval, al comienzo de una carrera cinematográfica que abarca 57 años.
En 2014, la "Feria Estatal" fue considerada "cultural, histórica o estéticamente significativa" por la Biblioteca del Congreso y seleccionada para su conservación en el Registro Nacional de Cine.

## Reparto
- Janet Gaynor como Margy Frake
- Will Rogers como  Abel Frake
- Lew Ayres como  Pat Gilbert
- Sally Eilers como  Emily Joyce
- Norman Foster como  Wayne Frake
- Louise Dresser como Melissa Frake
- Frank Craven como Storekeeper
- Victor Jory como Hoop Toss Barker
- Frank Melton como Harry Ware
- Erville Alderson como Martin (sin acreditar)
- Hobart Cavanaugh como Profesor Fred Coin (sin acreditar)
- Harry Holman como Profesor Tyler Cramp (sin acreditar)

## Premios y distinciones
Premios Óscar
| Año  | Categoría      | Persona      | Resultado |
| ---- | -------------- | ------------ | --------- |
| 1933 | Mejor película | Fox Film Co. | Nominado  |

National Board of Review
| Año  | Reconocimiento              | Resultado |
| ---- | --------------------------- | --------- |
| 1933 | Diez mejores filmes del año | Incluida  |